# Liga Checa de Fútbol 2024-25
La Liga Checa de Fútbol 2024-25 por razones de patrocinio Chance Liga, fue la trigésima segunda temporada de la Liga de Fútbol de la República Checa, la máxima categoría del fútbol profesional de la República Checa.

## Formato
Los 16 equipos participantes jugarán entre sí todos contra todos dos veces totalizando 30 partidos cada uno.

## Ascensos y descensos
El FC Trinity Zlín descendió a la Liga Nacional de Fútbol, es reemplazado para este torneo por el campeón de la Liga Nacional el FK Dukla Praga, que volvió a la categoría tras haber descendido en la temporada 2018-19.
| Pos. | Descendido de la Liga Checa de Fútbol 2023-24. |
| ---- | ---------------------------------------------- |
| 16.º | FC Trinity Zlín                                |

| Pos. | Ascendido de la Liga Nacional de Fútbol 2023-24. |
| ---- | ------------------------------------------------ |
| 1.º  | FK Dukla Praga                                   |

## Información de los equipos
| Club                    | Ciudad             | Estadio                                     | Capacidad |
| ----------------------- | ------------------ | ------------------------------------------- | --------- |
| FC Baník Ostrava        | Ostrava            | Městský stadion (Ostrava)                   | 15,123    |
| Bohemians de Praga 1905 | Praga              | Ďolíček                                     | 7,000     |
| SK České Budějovice     | České Budějovice   | Stadion Střelecký ostrov                    | 6,681     |
| FK Dukla Praga          | Praga              | Stadion Juliska                             | 18,800    |
| FC Hradec Králové       | Hradec Králové     | Malšovická aréna                            | 9,300     |
| FK Jablonec             | Jablonec nad Nisou | Stadion Střelnice                           | 6,108     |
| MFK Karviná             | Karviná            | Městský stadion (Karviná)                   | 4,833     |
| FK Mladá Boleslav       | Mladá Boleslav     | Lokotrans Aréna                             | 5,000     |
| FK Pardubice            | Pardubice          | CFIG Arena                                  | 4,600     |
| SK Sigma Olomouc        | Olomouc            | Andrův stadion                              | 12,483    |
| SK Slavia de Praga      | Praga              | Fortuna Arena                               | 19,370    |
| 1. FC Slovácko          | Uherské Hradiště   | Městský fotbalový stadion Miroslava Valenty | 8,000     |
| FC Slovan Liberec       | Liberec            | Stadion u Nisy                              | 9,900     |
| AC Sparta de Praga      | Praga              | Generali Arena                              | 18,944    |
| FK Teplice              | Teplice            | Na Stínadlech                               | 18,221    |
| FC Viktoria Plzeň       | Plzeň              | Doosan Arena                                | 11,700    |

## Fase regular

### Tabla de posiciones
| Pos. | Equipo           | Pts. | PJ | G  | E  | P  | GF | GC | Dif. | Clasificación    |
| ---- | ---------------- | ---- | -- | -- | -- | -- | -- | -- | ---- | ---------------- |
| 1    | Slavia Praga     | 78   | 30 | 25 | 3  | 2  | 62 | 11 | +51  | Grupo campeonato |
| 2    | Viktoria Plzeň   | 65   | 30 | 20 | 5  | 5  | 69 | 29 | +40  | Grupo campeonato |
| 3    | Baník Ostrava    | 64   | 30 | 20 | 4  | 6  | 54 | 26 | +28  | Grupo campeonato |
| 4    | Sparta Praga     | 62   | 30 | 19 | 5  | 6  | 57 | 34 | +23  | Grupo campeonato |
| 5    | Jablonec         | 51   | 30 | 15 | 6  | 9  | 47 | 25 | +22  | Grupo campeonato |
| 6    | Sigma Olomouc    | 43   | 30 | 12 | 7  | 11 | 46 | 41 | +5   | Grupo campeonato |
| 7    | Slovan Liberec   | 42   | 30 | 11 | 9  | 10 | 45 | 31 | +14  | Play-off         |
| 8    | MFK Karviná      | 41   | 30 | 11 | 8  | 11 | 40 | 52 | −12  | Play-off         |
| 9    | Hradec Králové   | 40   | 30 | 11 | 7  | 12 | 33 | 31 | +2   | Play-off         |
| 10   | Bohemians 1905   | 34   | 30 | 8  | 10 | 12 | 32 | 42 | −10  | Play-off         |
| 11   | Mladá Boleslav   | 34   | 30 | 9  | 7  | 14 | 40 | 40 | 0    | Grupo descenso   |
| 12   | Teplice          | 34   | 30 | 9  | 7  | 14 | 32 | 42 | −10  | Grupo descenso   |
| 13   | Slovácko         | 30   | 30 | 7  | 9  | 14 | 25 | 51 | −26  | Grupo descenso   |
| 14   | Dukla Praga      | 24   | 30 | 5  | 9  | 16 | 23 | 47 | −24  | Grupo descenso   |
| 15   | Pardubice        | 19   | 30 | 4  | 7  | 19 | 22 | 51 | −29  | Grupo descenso   |
| 16   | České Budějovice | 5    | 30 | 0  | 5  | 25 | 14 | 77 | −63  | Grupo descenso   |

Actualizado a los partidos jugados el 19 de abril de 2025.
 Fuente: Soccerway
Criterios de clasificación: 1) Puntos; 2) Puntos entre sí; 3) Diferencia de gol entre sí; 4) Goles marcados entre sí; 5) Diferencia de gol; 6) Goles marcados; 7) Juego limpio; 8) Sorteo.

### Tabla de resultados
| Local \ Visitante | OST | BOH | CBU | DKP | HKR | JAB | KAR | MLA | PCE | OLO | SLA | SLO | LIB | SPA | TEP | PLZ |
| ----------------- | --- | --- | --- | --- | --- | --- | --- | --- | --- | --- | --- | --- | --- | --- | --- | --- |
| Baník Ostrava     | —   | 1–0 | 2–1 | 6–0 | 1–0 | 1–0 | 2–1 | 2–1 | 5–2 | 1–0 | 0–1 | 3–1 | 2–0 | 1–1 | 2–0 | 1–3 |
| Bohemians 1905    | 2–1 | —   | 1–0 | 3–1 | 0–3 | 1–2 | 3–3 | 2–2 | 0–0 | 0–1 | 0–4 | 3–3 | 0–0 | 1–2 | 1–1 |     |
| České Budějovice  | 0–4 | 0–0 | —   | 0–0 | 0–2 | 2–3 | 2–3 | 0–4 | 1–3 | 0–2 | 0–4 | 0–2 | 0–0 | 0–2 |     | 0–3 |
| Dukla Praga       | 1–2 | 1–0 | 3–0 | —   | 1–2 | 0–2 | 0–0 | 0–1 | 2–1 | 1–3 | 0–0 | 1–2 | 1–4 | 1–1 | 1–1 | 1–3 |
| Hradec Králové    | 0–1 | 2–2 | 1–0 | 1–0 | —   | 1–1 | 1–1 | 2–1 | 3–0 | 1–1 | 1–1 | 3–0 |     | 0–2 | 1–0 | 0–1 |
| Jablonec          | 3–1 | 0–1 | 5–0 | 2–1 | 2–0 | —   | 5–0 | 2–0 |     | 0–0 | 1–2 | 4–2 | 0–0 | 1–2 | 3–0 | 0–0 |
| MFK Karviná       | 0–0 | 1–2 | 4–1 | 0–0 | 0–0 | 1–0 | —   | 3–1 | 1–0 | 2–1 | 0–4 | 2–0 | 1–3 | 2–3 | 1–1 | 1–2 |
| Mladá Boleslav    | 0–0 | 1–2 | 4–0 | 0–1 | 3–0 | 0–1 | 1–1 | —   | 2–2 | 1–3 | 0–2 | 3–0 | 1–0 | 2–2 | 2–1 | 0–2 |
| Pardubice         | 2–3 | 2–0 | 0–0 | 0–1 | 2–1 | 2–0 | 0–1 | 0–3 | —   | 2–2 | 0–2 | 0–1 | 1–1 | 1–2 | 0–1 | 0–0 |
| Sigma Olomouc     | 2–2 | 1–3 | 3–0 | 2–1 | 1–2 | 0–0 | 1–2 | 3–2 | 4–0 | —   | 1–2 | 2–1 | 1–4 | 1–2 | 2–1 | 2–1 |
| Slavia Praga      | 1–0 | 2–0 | 4–0 | 3–0 | 2–1 | 3–0 | 5–1 | 1–0 | 2–0 | 2–0 | —   | 2–0 | 1–0 | 2–1 | 2–1 | 3–0 |
| Slovácko          | 1–0 | 0–0 | 2–1 | 0–0 | 1–5 | 0–0 | 2–1 | 1–1 | 1–1 |     | 0–0 | —   | 0–4 | 0–2 | 0–2 | 1–0 |
| Slovan Liberec    | 0–1 | 2–2 | 2–0 | 1–1 | 0–0 | 0–5 | 2–3 | 3–1 | 3–0 | 1–1 | 0–1 | 4–0 | —   | 1–0 | 3–0 | 1–1 |
| Sparta Praga      | 1–3 | 1–0 | 2–1 | 2–0 | 3–0 | 2–1 | 4–1 |     | 2–1 | 2–3 | 2–0 | 2–2 | 2–1 | —   | 1–1 | 2–4 |
| Teplice           | 2–3 | 1–2 | 5–2 | 1–1 | 1–0 | 0–1 | 1–3 | 1–2 | 2–0 | 1–0 | 1–0 | 1–0 | 2–1 | 1–4 | —   | 0–2 |
| Viktoria Plzeň    | 0–1 | 2–0 | 7–2 | 4–2 | 1–0 | 3–2 | 5–0 | 1–1 | 2–0 | 2–1 | 1–3 | 2–0 | 3–2 | 1–0 | 1–1 | —   |

## Grupo Campeonato
| Pos. | Equipo           | Pts. | PJ | G  | E | P  | GF | GC | Dif. | Clasificación                         |
| ---- | ---------------- | ---- | -- | -- | - | -- | -- | -- | ---- | ------------------------------------- |
| 1    | Slavia Praga (C) | 90   | 35 | 29 | 3 | 3  | 78 | 18 | +60  | Fase de liga de la Liga de Campeones  |
| 2    | Viktoria Plzeň   | 74   | 35 | 23 | 5 | 7  | 81 | 37 | +44  | Segunda ronda de la Liga de Campeones |
| 3    | Baník Ostrava    | 71   | 35 | 22 | 5 | 8  | 58 | 34 | +24  | Segunda ronda de la Liga Europa       |
| 4    | Sparta Praga     | 63   | 35 | 19 | 6 | 10 | 62 | 45 | +17  | Segunda ronda de la Liga Conferencia  |
| 5    | Jablonec         | 63   | 35 | 19 | 6 | 10 | 60 | 34 | +26  |                                       |
| 6    | Sigma Olomouc    | 45   | 35 | 12 | 9 | 14 | 48 | 53 | −5   | Play-off de la Liga Europa            |

Actualizado a los partidos jugados el 24 de mayo de 2025.
 Fuente: SoccerWay
Criterios de clasificación: 1) Puntos totales; 2) Puntos en la temporada regular; 3) Puntos entre sí (temporada regular); 4) Diferencia de gol entre sí (temporada regular); 5) Goles marcados entre sí (temporada regular); 6) Goles marcados (todos los partidos); 7) Juego limpio; 8) Sorteo.

## Play-offs
Los equipos situados entre la séptima y la décima posición participarán en el play-off de la Conference League. El mejor de ellos jugará contra el cuarto clasificado del grupo de campeonato para determinar al ganador de los play-offs de la Conference League. El ganador se clasificará para la segunda ronda de clasificación de la Liga Conferencia de la UEFA 2025-26.   
Aunque al final se decidió que el Sparta Praga clasifiqué sin jugar el play-off.

### Ronda previa
|  | Semifinales | Semifinales    | Semifinales    | Semifinales | Semifinales |   |   | Final          | Final | Final | Final | Final |
|  |             |                |                |             |             |   |   |                |       |       |       |       |
|  | 9           | Hradec Králové | 1              | 4           | 5           |   |   |                |       |       |       |       |
|  | 8           | MFK Karviná    | 0              | 0           | 0           |   |   |                |       |       |       |       |
|  |             |                |                |             |             |   | 9 | Hradec Králové | 0     | 2     | 2     |       |
|  |             | 10             | Bohemians 1905 | 1           | 0           | 1 |   |                |       |       |       |       |
|  | 10          | Bohemians 1905 | 4              | 0           | 4           |   |   |                |       |       |       |       |
|  | 7           | Slovan Liberec | 1              | 1           | 2           |   |   |                |       |       |       |       |

## Grupo Descenso
| Pos. | Equipo               | Pts. | PJ | G  | E  | P  | GF | GC | Dif. | Clasificación           |
| ---- | -------------------- | ---- | -- | -- | -- | -- | -- | -- | ---- | ----------------------- |
| 1    | Teplice              | 44   | 35 | 12 | 8  | 15 | 41 | 45 | −4   |                         |
| 2    | Mladá Boleslav       | 41   | 35 | 11 | 8  | 16 | 48 | 48 | 0    |                         |
| 3    | Slovácko             | 38   | 35 | 9  | 11 | 15 | 31 | 56 | −25  |                         |
| 4    | Dukla Praga (O)      | 34   | 35 | 8  | 10 | 17 | 34 | 55 | −21  | Play-offs de descenso   |
| 5    | Pardubice (O)        | 25   | 35 | 6  | 7  | 22 | 25 | 56 | −31  | Play-offs de descenso   |
| 6    | České Budějovice (D) | 6    | 35 | 0  | 6  | 29 | 16 | 86 | −70  | Descenso a Segunda Liga |

Actualizado a los partidos jugados el 25 de mayo de 2025.
 Fuente: SoccerWay
Criterios de clasificación: 1) Puntos totales; 2) Puntos en la temporada regular; 3) Puntos entre sí (temporada regular); 4) Diferencia de gol entre sí (temporada regular); 5) Goles marcados entre sí (temporada regular); 6) Goles marcados (todos los partidos); 7) Juego limpio; 8) Sorteo.

## Play-offs de descenso
Los equipos ubicados en las posiciones 4 y 5 del grupo de descenso se enfrentaron a los equipos ubicados en el segundo y tercer lugar de la Liga Nacional de Fútbol 2024-25 por dos plazas para la siguiente temporada de la máxima categoría.
| Equipo 1  | Agr.         | Equipo 2    | Ida | Vuelta |
| --------- | ------------ | ----------- | --- | ------ |
| Vyškov    | 2–1 (2–4 p.) | Dukla Praga | 0–0 | 1–1    |
| Pardubice | 2–1          | Chrudim     | 2–0 | 0–1    |

## Goleadores
- Actualizado el 25 de mayo de 2025[6]

### Máximos goleadores
| Pos. | Jugador        | Equipo           | Goles | Part. |
| ---- | -------------- | ---------------- | ----- | ----- |
| 1    | Jan Kliment    | Sigma Olomouc    | 18    | 21    |
| 2    | Pavel Šulc     | Viktoria Plzeň   | 15    | 35    |
| 3    | Tomáš Chorý    | Slavia Praga     | 14    | 32    |
| 4    | Ewerton Paixão | FC Baník Ostrava | 13    | 32    |
| 5    | Filip Vecheta  | MFK Karviná      | 13    | 29    |
| 6    | Vasil Kušej    | Mlada Boleslav   | 13    | 27    |

Fuente: BeSoccer. Actualizado al último partido de la jornada 35 disputado el 25 de mayo de 2025.

### Máximos asistentes
La siguiente tabla muestra el ranking de máximos asistentes de la competición:
| Pos. | Jugador             | Equipo            | Asist. | Part. |
| ---- | ------------------- | ----------------- | ------ | ----- |
| 1    | Lukáš Provod        | Slavia Praga      | 12     | 32    |
| 2    | Filip Zorvan        | Sigma Olomouc     | 10     | 33    |
| 3    | Giannis-Fivos Botos | Slavia Praga      | 9      | 31    |
| 4    | Lukáš Kalvach       | Viktoria Plzeň    | 9      | 33    |
| 5    | Pavel Šulc          | Viktoria Plzeň    | 9      | 35    |
| 6    | Vasil Kusej         | FK Mlada Boleslav | 9      | 32    |

Fuente: BeSoccer. Actualizado al último partido de la jornada 35 disputado el 25 de mayo de 2025.

### Mejor portero
| Pos. | Jugador        | Equipo            | A.C. | P.J. | G.C. |
| ---- | -------------- | ----------------- | ---- | ---- | ---- |
| 1    | Jan Hanuš      | FK Jablonec       | 16   | 35   | 33   |
| 2    | Matouš Trmal   | FK Teplice        | 13   | 31   | 29   |
| 3    | Antonín Kinský | Slavia Praga      | 12   | 19   | 7    |
| 4    | Adam Zadrazil  | FC Hradec Králové | 12   | 34   | 32   |
| 5    | Matúš Hruška   | FK Dukla Praga    | 10   | 29   | 54   |

Fuente: BeSoccer. Actualizado al último partido de la jornada 35 disputado el 25 de mayo de 2025.